# Острів Колдун (фільм)
«Острів Колдун» — радянський художній пригодницький фільм, знятий за однойменною повістю Євгена Рисса режисером Тетяною Лукашевич на кіностудії «Мосфільм» в 1964 році.

## Сюжет
Старому капітану, списаному з промислових рейсів, запропонували командувати невеликим моторним судном «Книжник», яке розвозить книги для рибалок. Одного разу, взявши з собою кількох хлопців, капітан Фома Коновалов вирушив у перше, здавалося б, безпечне плавання. Але почався шторм, бот викинуло на голу скелю.

## У ролях
- Микола Волков (старший) —  Фома Тимофійович Коновалов, старий капітан
- Олексій Зайцев —  Паша Жгутов, судновий механік
- Борис Юрченко —  Степан Новосьолов, матрос
- Раїса Куркіна —  Наталя Євгенівна, мама Дані і Валі
- Іван Воронов —  капітан іноземного судна
- Олена Максимова —  Марія Степанівна, дружина капітана Коновалова
- Петро Савін —  Петро Михайлович, капітан військового судна
- Іван Жеваго —  боцман іноземного бота
- Сергій Бобров —  Скорняков, капітан порту

## Знімальна група
- Режисер — Тетяна Лукашевич
- Сценарист — Євген Рисс
- Оператор — Віктор Масевич
- Композитор — Антоніо Спадавеккіа
- Художник —  Олександр Кузнєцов